# Нуруллин, Ибрагим Зиннятович
Ибрагим Зиннятович Нуруллин (тат. Ибраһим Зиннәтулла улы Нуруллин; 18 апреля 1923, Боровка, Мелекесский уезд, Самарская губерния, РСФСР — 1 июля 1995, Казань) — советский и российский татарский литературовед и писатель. Доктор филологических наук (1968), профессор (1970). Основная сфера научной деятельности — изучение творчества Габдуллы Тукая.

## Биография
Родился в семье учителя. В 1938—1941 годах учился в Казанском меховом техникуме. Осенью 1941 года ушёл на фронт. В ноябре 1942 года был тяжело ранен. После лечения вернулся в родное село, где в 1943—1945 годах работал учителем. В 1945—1950 годах учился на историко-филологическом факультете Казанского университета, после чего поступил в аспирантуру при кафедре татарской литературы. В 1954 году защитил кандидатскую диссертацию, а в 1967 году — докторскую («Возникновение и развитие критического реализма в татарской литературе»). В 1970—1990 годах — профессор Казанского университета.
Считается крупным тукаеведом. Автор научных трудов и историко-биографических художественных произведений о жизни и творчестве Тукая. Был одним из первых исследователей, внёсшим вклад в переосмысление творчества поэта в 1950-х годах: «потребовал прекратить фальсифицировать биографию и творчество Г. Тукая, убрать дополнения и лишние абзацы, перестать изменять текст его произведений в угоду конъюнктуре». В середине 1970-х годов создал биографический роман об этом поэте. В 1977 году роман был выпущен на русском языке в серии ЖЗЛ (под названием «Тукай»), а в 1979 году был издан и на татарском языке («Габдулла Тукай»). В 1982 году за этот роман был награждён Государственной премией Республики Татарстан им. Габдуллы Тукая.
Также внёс вклад в изучение татарской литературы начала XX века. Автор документально-художественной книги о Фатихе Амирхане. В 1980-е годы принимал активное участие в восстановлении в СССР репутации Гаяза Исхаки.
Автор учебных пособий по татарской литературе для высшей и средней школ.